# Marquesado de Pinar del Río
El marquesado de Pinar del Río es un título nobiliario español concedido a propuesta de la Diputación Provincial de Pinar del Río (Cuba) en 1883, por real decreto de Alfonso XII, de 26 de febrero de 1885, y el subsecuente real despacho, de 4 de julio del mismo año, a favor de Leopoldo González Carvajal y Zaldúa, coronel del batallón de milicias de La Habana y senador del reino.

## Marqueses de Pinar del Río
|                          | Titular                                                   | Periodo                  |
| Creación por Alfonso XII | Creación por Alfonso XII                                  | Creación por Alfonso XII |
| ------------------------ | --------------------------------------------------------- | ------------------------ |
| I                        | Leopoldo González Carvajal y Zaldúa                       | 1885-1909                |
| II                       | Marco Aurelio González de Carvajal y González de Carvajal | 1909-1931                |
| III                      | Rafael José Hugo de la Merced González de Carvajal y Ruiz | 1931-1945                |
| IV                       | Alejandro de Mendoza y Arias Carvajal                     | 1962-1965                |
| V                        | Eduardo de Mendoza y Roldán                               | 1966-2023                |
| VI                       | Alejandro de Mendoza y García-Monzón                      | 2024-actual titular      |

## Historia de los marqueses de Pinar del Río
- Leopoldo González Carvajal y Zaldúa (baut. parroquia de San Nicolás de Bari, Avilés, el 31 de mayo de 1838-La Habana, 2 de marzo de 1909), I marqués de Pinar del Río,[1] coronel primer jefe del 7.º batallón de milicias de la plaza de La Habana, senador del Reino por la provincia de La Habana en 19 de junio de 1891, Gran Cruz de la Orden Americana de Isabel la Católica, Gran Cruz de la Orden del Mérito Naval con distintivo blanco en 12 de marzo de 1886, y Cruz de tercera clase del Mérito Militar.[2]

Casó, el 28 de abril de 1868, con María del Carmen de la Luz González de Carvajal y Álvarez-Cabañas, (La Habana, 28 de mayo de 1836-Nueva York, 8 de octubre de 1909), I marquesa de Avilés. En 1909, sucedió su hijo:
- Marco Aurelio González de Carvajal y González de Carvajal (Nueva York, 2 de septiembre de 1870-Nueva York, 1931), II marqués de Pinar del Río[1] y III marqués de Avilés.[2]

Casó, en La Habana, parroquia de Guadalupe, el 17 de diciembre de 1900, con María Josefa Susana Ruiz de Olivares.  Sucedió su hijo en 6 de marzo de 1931:
- Rafael González de Carvajal y Ruiz (La Habana, 1 de abril de 1904-Matanzas, 1 de abril de  1945), III marqués de Pinar del Río[1] y IV marqués de Avilés.[2]

Soltero, le sucedió en 31 de julio de 1962:
- Alejandro de Mendoza y Arias-Carvajal (Barcelona-Madrid, 9 de diciembre de 1965), IV marqués de Pinar del Río,[2][1] nieto de una hermana del I marqués de Pinar del Río.

Caso con Encarnación Roldan Rodríguez. En 15 de julio de 1966, sucedió su hijo:
- Eduardo de Mendoza y Roldán (m. 4 de julio de 2023),[4] V marqués de Pinar del Río.[5]

Casó con María de la Concepción García-Monzón y Díaz de Isla. Sucedió su hijo:
- Alejandro de Mendoza y García-Monzón, VI marqués de Pinar del Río.[6]